# Boerenarbeiderswoning (Grimbergen)

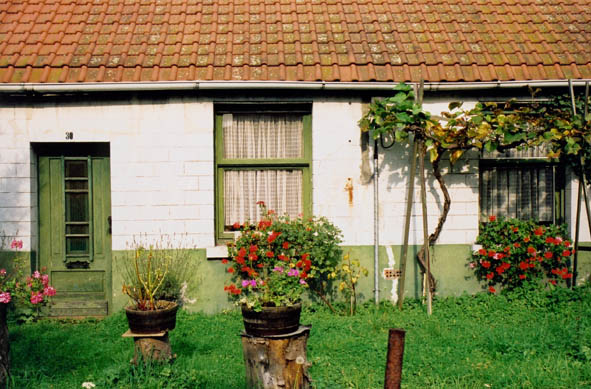
Eenvoudige boerenarbeiderswoning in 2001

In de Vanakenstraat in de Vlaams-Brabantse gemeente Grimbergen staat nog een oude boerenarbeiderswoning, waarvan de bouw mogelijks terug gaat tot de 19e eeuw. Het is één van de weinig resterende huisjes van dat type in Grimbergen.
Het eenvoudig huisje staat op een rechthoekige plattegrond en heeft vier traveeën en één bouwlaag onder pannen zadeldak. Met schijnvoegen bepleisterde lijstgevel met dubbelhuisopstand op groen geschilderde plint. Rechthoekige vensters met hardstenen dorpels en houten schuiframen; lage rechthoekige deuropening. Witgeschilderde bakstenen achtergevel met rechthoekige openingen onder houten en ijzeren lateien.